# Карфагенские владения в Испании
Карфагенские владения в Испании просуществовали с 575 до 206 года до н. э., когда карфагеняне потерпели сокрушительное поражение в битве при Илипе во Второй Пунической войне.

## Начало карфагенского влияния на Пиренейском полуострове
Ещё в конце II тысячелетия до н. э. Пиренейский полуостров стал объектом колонизации финикийцев. В конце II — начале I тысячелетия до н. э. на юге Пиренейского полуострова построили множество крупных городов: Гадес, Малака, Секси и другие. Карфагенская колонизация Испании началась в 575 году до н. э. В результате борьбы против Тартесса и греческой колонизации, они были вынуждены признать владычество Карфагена.
И становится очевидно, что при подобных древних связях, именно Испания была самой удобной базой для реванша Карфагена после поражения в Первой Пунической войне, а также плацдармом для похода в Италию против Римской республики.
В 237 году до н. э. сенат Карфагена поручил захватить Испанию талантливому полководцу и политику Гамилькару Барке из аристократического рода Баркидов, стоявшего во главе военной партии. Гамилькар в чрезвычайно короткое время захватил южную часть полуострова, между реками Гвадалквивир и Гвадиана. Так было положено начало Карфагенского государства в Испании. После смерти Гамилькара в 229 году до н. э. в бою при осаде Гелики руководство над войском принял его зять Гасдрубал Красивый.

## Карфагенская испанская империя в своём зените
Новый избранный войском главнокомандующий Гасдрубал расширил карфагенскую территорию на восточном побережье до реки Эбро и умелой политикой связал с Карфагеном различные иберийские племена. Столицей новых владений стал Новый Карфаген, в котором сосредоточивалась вся местная торговля. Основанием этого города Гасдрубал продолжил политическую линию Гамилькара. Этот город, стоящий на берегу удобной бухты и окружённый неприступными возвышенностями (в отличие от Акра Левка, навсегда оставшегося провинциальным городом) сразу же превратился в крупный административный центр и в один из важнейших торговых центров всего западного побережья Средиземного моря. Неподалёку от города начали добычу из серебряных рудников, что приносило огромные доходы. Часть их отправлялась Гасдрубалом в Карфаген, другая часть шла на создание и укреплений наёмной армии.
Таким образом, Карфаген не только полностью восполнил потери Первой Пунической войны, но и приобрёл новые рынки сбыта, а серебряные рудники приносили такие огромные доходы, что политические противники Гамилькара Барки и Гасдрубала были абсолютно лишены возможности им противостоять. С Пиренейского полуострова Карфаген получал с каждым годом всё больше и больше доходов.
Действия Барки вызвали естественное беспокойство греческих колоний на Пиренейском полуострове. Они осознали угрозу своей самостоятельности и попросили помощи у Рима, который получил долгожданный предлог вмешаться в испанские дела.
В 221 году до н. э. Гасдрубала вероломно убил в Новом Карфагене иберо-варвар, и тогда руководство над войском перешло в руки Гамилькарова сына — Ганнибала. Он был ещё молодым человеком, всего 26 или 29 лет, но получил значительный военный опыт под руководством отца и шурина.

## Испания как повод к Второй Пунической войне
Владычество карфагенян в Испании было прочно установлено, и южная часть Пиренейского полуострова казалась крепким плацдармом для наступления на Рим. Ганнибал обзавёлся уже традиционными для Баркидов прочными связями с иберийским миром: он был женат на иберийке из союзного Карфагену города Кастулон.
Рим с большим недовольством следил за ростом карфагенского владычества в Испании, поскольку возрождалась сила, могущая подорвать его власть на море, добытую тяжёлыми трудами. В последующей своей экспансии войска Карфагена могли легко перейти через Пиренеи и дойти до Альп. Поэтому римляне начали считать заальпийскую Галлию и даже Пиренеи своими сферами влияния и в 226 году до н. э. поставили Гасдрубалу условие, чтобы карфагенские войска не переходили реку Ибер. Но это означало, что территории юго-западнее Ибера, то есть большая часть Испании, признавалась за карфагенянами.
Позже Рим нашёл возможность вмешаться и в южную часть Пиренейского полуострова. Небольшой иберийский город Сагунт решил отойти под римское владычество перед угрозой нападения карфагенян. Сенат сначала колебался, но позже, в 220 году до н. э., решил принять Сагунт под протекторат Рима, чтобы иметь возможность контроля над Испанией.
Ганнибал действовал так, словно война с Римом уже неизбежна, и не скрывал своего желания напасть на союзный римлянам Сагунт и тем самым втянуть Рим в прямой конфликт, однако старался представить атаку на Сагунт как естественное развитие событий. С этой целью он покорил ряд испанских племён, живших на границе северных территорий Карфагена, и вышел непосредственно к границам Сагунта.
Римляне направили к Ганнибалу специальное посольство, предлагая воздержаться от нападения на Сагунт. Несмотря на то, что Сагунт был римским союзником, Ганнибал мог рассчитывать на бездействие Рима, который в это время был занят борьбой с галлами и иллирийскими пиратами. Спровоцировав столкновения между Сагунтом и иберийскими племенами, находящимися под властью пунийцев, он вмешался в конфликт и под незначительным предлогом объявил войну. После довольно тяжёлой семимесячной осады город был взят, а Рим и так и не решился оказать Сагунту военной помощи, и лишь посольство, посланное в Карфаген уже после взятия города, прямо объявило о начале войны.

## Начало борьбы Рима и Карфагена в Испании
С началом Второй Пунической войны Рим сразу же выбрал Испанию в качестве объекта давления на Карфаген. В самом начале войны консул Публий Корнелий Сципион послал туда своего брата Гнея с 60 кораблями. В битве осенью 218 года до н. н. э. на северо-востоке Испании, к югу от греческого города Тарракон, римская армия под командованием Гнея Корнелия Сципиона, имея двукратное преимущество, одолела карфагенское войско, возглавляемое Ганноном. Благодаря этому сражению римляне получили контроль над территорией Испании к северу от реки Ибер, завоёванной карфагенянами летом того же года. Гасдрубал, брат Ганнибала, выступил против римлян со своими полками, но в бою при Ибере в 216 году до н. э. оба Сципиона победили его.
В Испании карфагеняне потерпели ряд поражений. Весной 217 года до н. э. у устья Ибера карфагенский флот из примерно 40 квинквирем под командованием Гимилькона встретился с римской эскадрой количеством 55 кораблей во главе с Гнеем Корнелием Сципионом. Карфагеняне потерпели сокрушительное поражение, потеряв 29 кораблей и окончательно отдав римлянам контроль над испанскими прибрежными водами. В сухопутных сражениях потери карфагенян составили 15 000 убитыми и 4000 пленными, тогда как к римлянам поступили подкрепления в размере 8000 воинов и 30 кораблей.
В 214 году до н. э. в Испании пунийцы потерпели ещё два поражения, стоившие им до 12 000 убитыми, 3000 пленными и 39 слонов. Таким образом, после целого ряда поражений господство на Пиренейском полуострове постепенно стало переходить к Риму. Позднее римляне укрепили свои силы иберийскими наёмниками и двинулись дальше на юг, чтобы окончательно уничтожить Гасдрубала. Но римляне неосторожно зашли слишком далеко, и молодой нумидийский князь Массинисса с карфагенской конницей разгромил их легионы. Оба Сципиона погибли в бою.

## Покорение Испании Сципионом Африканским
Хотя поражение было чрезвычайно тяжёлым, Рим всё же решил продолжить войну. В 209 году до н. э. новым полководцем был назначен Публий Корнелий Сципион — сын погибшего консула. Ему было только 26 лет, и хотя он не занимал ещё никаких высших должностей, уже отметился как талантливый офицер в боях при Тицине и под Каннами. Полководцем избрало его народное собрание. Он нравился массам своей молодостью, образованием, энергией, публичными делами и уверенностью в себе.
Сципион заново организовал в Испании римские легионы и, чтобы поднять их дух, сразу начал поход на столицу карфагенской испанской империи — Новый Карфаген. Карфагеняне совершенно не ждали никакой опасности и не держали здесь большого войска. При недолгой осаде Сципион взял город в 209 году до н. э. и захватил огромные военные и торговые ресурсы. Теперь он получил заложников различных иберийских племён, которых здесь держали карфагеняне. Через них он сумел переманить на сторону Рима различные местные народы и тем самым могущество Карфагена. В следующем 208 году до н. э. он разгромил Гасдрубала в бою под Бекулой у Гвадалквивира. В этом бою он следовал тактике Ганнибала: атаковал вражеское войско с флангов сильными полками пехоты.
У Сципиона всё же не получилось помешать Гасдрубалу повести войско на помощь своему брату. Ганнибал возлагал все надежды на победу в войне с Гасдрубалом, который вывел из Испании сильные подкрепления. Легко перейдя через Альпы, он в следующем 208 году до н. э. вошёл в Италию. Однако консул Нерон разбил его на реке Метавр, сам Гасдрубал был убит в бою. Его отрубленную голову римский всадник забросил в лагерь к Ганнибалу. После этого у Ганнибала уже не хватало возможностей на ведение активных боевых действий, и его незначительные успехи уже не могли решить исхода войны.

## Конец карфагенского господства в Испании
Тем временем Сципион продолжил завоевание карфагенских владений в Испании. В 206 году до н. э. Магон, младший брат Ганнибала, потерпел поражение и был вынужден отдать Риму весь Пиренейский полуостров. Практически все иберийские племена перешли к римлянам, и финикийским городам, оставленным без защиты, ничего не оставалось, как подчиниться Сципиону.
По условиям мира после поражения при Заме в 202 году до н. э. Карфаген отдавал Испанию римлянам. Так закончилась короткая история Карфагенской Испании.